# Ana Lúcia Serra
Ana Lúcia Serra (n. 1963 ) es una empresaria y publicitaria brasileña. Ha sido dos veces ganadora del Premio Caboré, en 1995, cuando trabajaba en la Agencia DM9DDB, y el segundo en 2001, cuando ya comandaba la Agencia Age, de la cual fue cofundadora junto con Carlos Domingos y Tomás Lorente.

## Biografía
Nació el día 29 de mayo de 1963 (61 años), en São Paulo. Su padre, Affonso Vieira Serra, era hacendado. Ana Lúcia llegó a vivir en la granja hasta sus 4 años de edad, época en que sus padres se separaron. Su madre, Baby Pacheco Jordão, fue una de las primeras mujeres de la sociedad paulistana, en abrir y operar su propia empresa: una Agencia de RR.PP., en los años 70.
Es la menor de cuatro hermanos, entre ellos el automovilista Chico Serra – que ha competido en la Fórmula 1, habiendo sido tricampeón de Stock Car Brasil, y campeón de la Fórmula 3 Británica –, y del publicitario Affonso Serra, que fue uno de los cofundadores de la Agencia de publicidad DM9DDB, además de presidente de esa agencia hasta 2002. Affonso Serra falleció en 2010.
Ana Lúcia está casada con el también publicitario José Luiz Madeira, de AlmapBBDO, y es madre de dos hijas.

## Trayectoria

### Formación
Estudió ballet desde la infancia, tomando parte del cuerpo de baile del Balé Stagium y estudió también en la London School of Dance Archivado el 5 de agosto de 2011 en Wayback Machine..
En 1980, con 17 años, pasó los exámenes de ingreso para estudiar publicidad en la Escuela Superior de Propaganda y Marketing (ESPM), abandonando la danza. Sus primeras prácticas fueron en la "Agencia Norton" (que en la actualidad es Publicis), en el área de las relaciones públicas. Después de cuatro meses como interina, fue contratada, pero luego recibió una invitación para unirse al equipo de la "Agencia Norma", que hoy es la "Agencia Ogilvy & Matter".

### Tratamientos
Comenzó sus actividades profesionales en el Departamento de Relaciones Públicas, y en seis meses pasó al Área de Tratamientos, donde permaneció durante 5 años, hasta ascender al cargo de directora ejecutiva. En ese tiempo, trabajó al lado de algunos de los publicitarios más reconocidos del Brasil, como Celso Loducca (que más tarde fundaría la "Agencia Loducca"), Alexandre Gama (fundador de la "Agencia Neogama"), Jacques Lewkowicz (o Lew, de la "Agencia Lew-Lara") y con José Luiz Madeira (uno de los cofundadores de AlmapBBDO, y también con su marido).
Con la Standard-Ogilvy, acompañó al lanzamiento de la tarjeta American Express en el Brasil.
En 1989, recibió una invitación de Nizan Guanaes para integrar el equipo de la recién lanzada Agencia DM9. Y llegó a directora de cuentas, luego pasó a ser directora de Atención y, finalmente, a directora general de Cuentas, cargo que ocupaba cuando dejó la empresa, en 1998.

### La salida de la Agencia DM9
Ana Lúcia Serra no especificó ningún motivo específico para su salida de la Agencia DM9, lo que causó diversas especulaciones en los medios. La más común era que Ana estaba insatisfecha por no tener posibilidades de tornarse socia, aún después de nueve años en esa Agencia. Al año siguiente de su salida, su hermano Affonso Serra asumió la presidencia de la Agencia DM9DDB.

### Pasaje por la Euro RSCG
Hacia fines de 1998, fue invitada por Cláudio Carillo y Dalton Pastore para asumir como Directoria General de la EuroRSCG, con carta blanca para realizar maniobras estructurales y de proceso. Hizo avances en el área de la creación. Uno de los publicitarios contratados por ella fueron Tião Bernardi, que más tarde sería VP de creación de la Agencia Y&R.
La Agencia tenía las cuentas de la Empresa Embratel 21 (para la cual contrató a la actriz Ana Paula Arósio), Phillips, Peugeot, Sukita (de la que, salió la campaña del “tío de Sukita”.
Cuando Ana Lúcia Serra dejó la Agencia, su cargo fue extinto.

## Agencia Age
Después de un año, dejó la "Agencia Carillo Pastore Euro RSCG" para fundar su propia Agencia, junto con Tomás Lorente y Carlos Domingos. Los tres habían trabajado juntos en la Agencia DM9DDB por nueve años. Con experiencia en la atención de clientes en el funcionamiento de una agencia, a Ana le tocó las operaciones estratégicas y los negocios, mientras tanto Tomás y Carlos les tocaba la creación publicitaria.
La Agencia Euro RSCG tenía como socio inversor al grupo francés Havas, que también fue socio inversor de Age, en la época de su lanzamiento. En 2004, junto con Carlos Domingos, Ana Lúcia adquirió la parte del grupo Havas en la empresa y en Age, tornándose en una agencia 100% nacional.
En 2007, la empresa fue adquirida por la Isobar. Ana Lúcia es hoy directora general de la Agencia ageIsobar.

## Honores

### Reconocimientos
- Recibió dos veces el premio Caboré.

- En 2003, fue finalista del premio "Mujer de Negocios" Premio Veuve Clicquot

- Fue una de las 9 mujeres retratadas en el programa “Las Poderosas”, de E! Entertainment Television.[9]

- Es parte del Proyecto Acredite, de Universal Channel, que lanzó un libro con declaraciones de 77 creativos brasileños explicando en qué ellos creen